# Defense Distinguished Service Medal
Defense Distinguished Service Medal (förkortning: DDSM) är en förtjänstmedalj som utdelas personligen av USA:s försvarsminister till amerikanska militärer som tjänstgjort i försvarsgrensgemensamma befattningar med "stort ansvar", vanligen i sådana på högsta nivå, dvs generaler och amiraler med regelbunden interaktion med försvarsministern eller biträdande försvarsministern.
Medaljen är den i USA högsta enbart avsedd för militär personal som inte erfordrar tapperhet i strid.

## Bakgrund
Medaljen instiftades 1970 av USA:s president Richard Nixon genom utfärdandet av exekutivorder 11545. USA:s försvarsminister bestämmer ensam vem som tilldelas den och har, till skillnad från lägre medaljer avsedda för försvarsgrensövergripande tjänstgöring, inte delegerat beslutsrätten till någon annan.
Vanliga mottagare, vid fullföljt uppdrag eller pensionering, är försvarschefen, vice försvarschefen, arméstabschefen, marinkårskommendanten, chefen för flottan, flygvapenstabschefen, chefen för nationalgardesbyrån samt befälhavare för försvarsgrensövergripande militärkommandon. Den kan även ges till lägre befattningshavare vars insatser varit exceptionella och motsvarat de som vanligen förknippas med högre befattningar.
Medaljen ges vanligtvis vid avtackningsceremonier vid fullföljt uppdrag eller vid pensionering. Medaljen kan delas ut till samma person flera gånger och markeras det på släpspänne och medaljens band med ett eklöv i metall. Ett eklöv innebär således att mottagaren mottagit medaljen vid två tillfällen, två eklöv vid tre tillfällen osv. Medaljen går i bärandeordningen före motsvarande medaljer som ges av de enskilda försvarsgrenarna (dvs Distinguished Service Medal, Navy Distinguished Service Medal och Air Force Distinguished Service Medal).

## Galleri

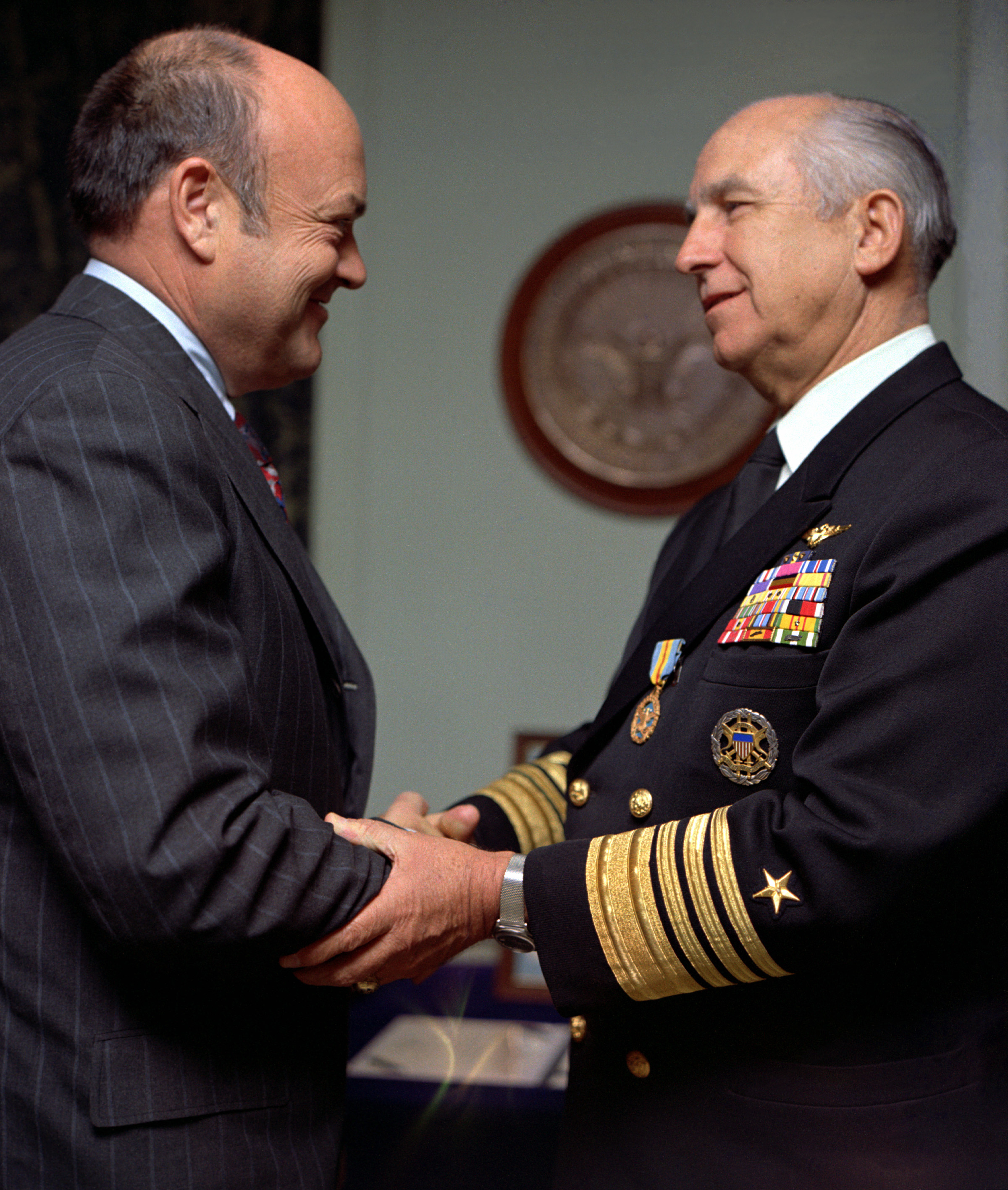
Mel Laird och Thomas H. Moorer, 1973.
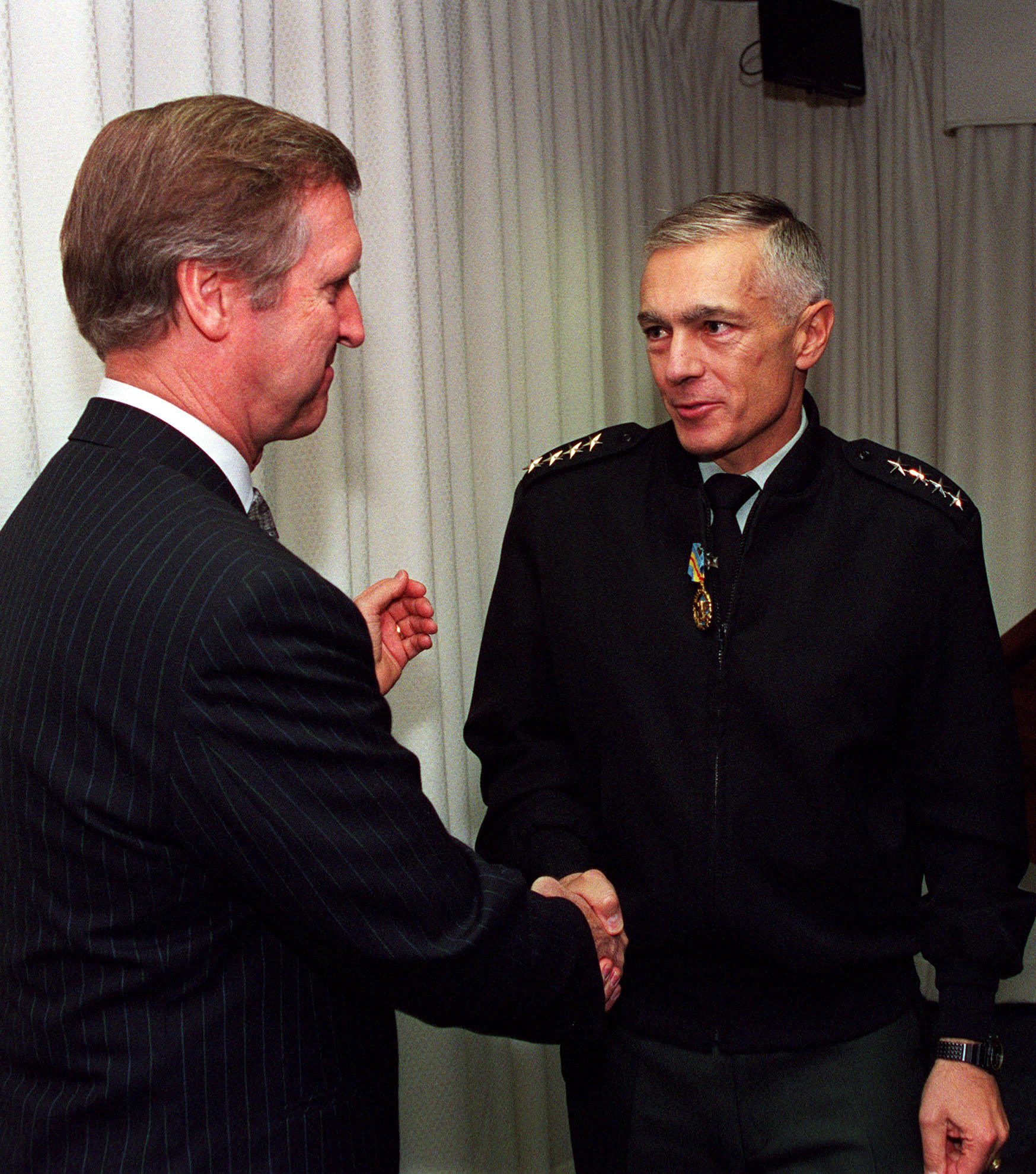
William Cohen och Wesley Clark, 1999.
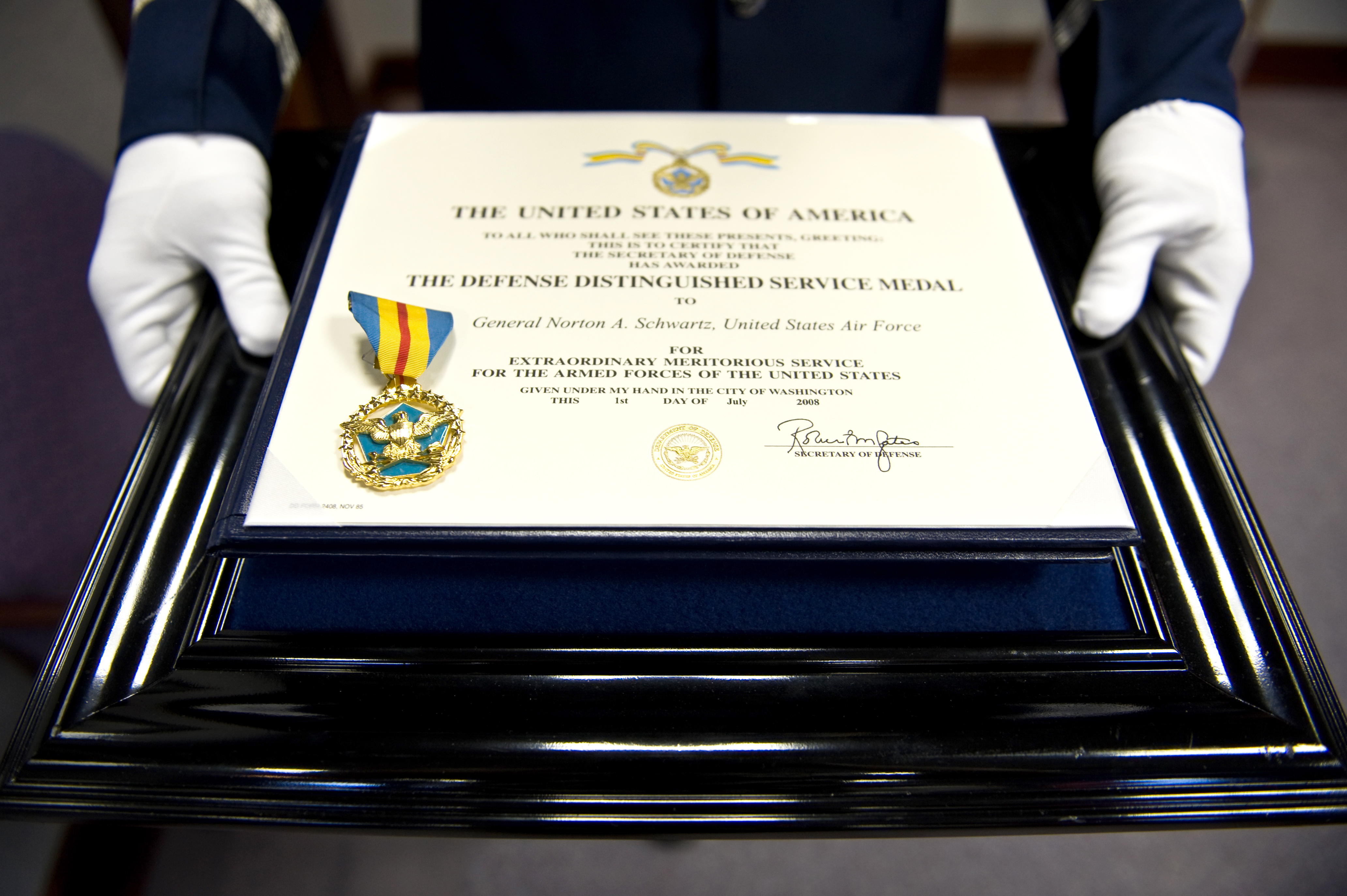
Medaljen och undertecknat certifikat, 2008.